# Imperio Nazza: Justin Quiles Edition
Imperio Nazza: Justin Quiles Edition es el nombre del primer mixtape del cantante de reguetón Justin Quiles. Fue lanzado el 22 de enero de 2016, por Nazza Records y Cinq Music Group, LLC. Cuenta con solo la participación del cantante Darkiel.
Cuenta con el exitoso sencillo «Si el mundo se acabara» el cual se posicionó #1 en los Chart de Billboard. El proyecto fue trabajado completamente por los productores Musicologo & Menes, conocidos como Los De La Nazza.

## Lista de canciones
| N.º   | Título                       | Duración |  |
| 1.    | «Un rato»                    | 3:31     |  |
| 2.    | «El party se formó»          | 3:23     |  |
| 3.    | «Ocean park»                 | 3:32     |  |
| 4.    | «Cuando salgo» (con Darkiel) | 3:34     |  |
| 5.    | «Hombre soy yo»              | 3:33     |  |
| 6.    | «Gladiadora»                 | 3:05     |  |
| 7.    | «Honestamente»               | 3:39     |  |
| 8.    | «Vacaciones por tu cuerpo»   | 3:55     |  |
| 9.    | «Si el mundo se acabara»     | 3:42     |  |
| 31:54 |                              |          |  |